# Le Mars (Iowa)
Le Mars es una ciudad ubicada en el condado de Plymouth en el estado estadounidense de Iowa. En el Censo de 2010 tenía una población de 9.826 habitantes y una densidad poblacional de 423,14 personas por km². Se encuentra al noroeste del estado, cerca del río Big Sioux, que la separa de Dakota del Sur. 
Se la conoce como la Capital mundial del helado.

## Geografía
Le Mars se encuentra ubicada en las coordenadas 42°46′54″N 96°10′24″O / 42.78167, -96.17333. Según la Oficina del Censo de los Estados Unidos, Le Mars tiene una superficie total de 23.22 km², de la cual 23.2 km² corresponden a tierra firme y (0.1%) 0.02 km² es agua.

## Demografía
Según el censo de 2010, había 9826 personas residiendo en Le Mars. La densidad de población era de 423,14 hab./km². De los 9826 habitantes, Le Mars estaba compuesto por el 94.19% blancos, el 0.54% eran afroamericanos, el 0.3% eran amerindios, el 0.74% eran asiáticos, el 0.02% eran isleños del Pacífico, el 2.87% eran de otras razas y el 1.34% pertenecían a dos o más razas. Del total de la población el 5.39% eran hispanos o latinos de cualquier raza.